# Escritura pictográfica

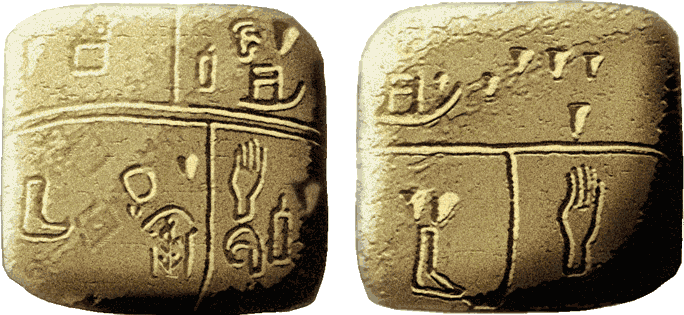
Tabela de pedra grafada com escritura pictográfica procedente da cidade mesopotâmica de Quis (atualmente localizada no Iraque), datada de Consta de pictogramas que representam cabeças, pés, mãos, números e trilhos. É conservada no Departamento de Antiguidades do Museu Ashmolean, Oxford (Grã-Bretanha).

A escritura pictográfica é uma forma de comunicação que se remonta ao neolítico, onde o homem usava pictografias para representar os desenhos na pedra.
A escrita feita com desenhos rudimentares chama-se pictografia do grego pictus significa pintado e grafe significa descrição.
Pictografia é parte dos estudos sobre conceitos de tipografia.
Antes da tecnologia impressa, os livros eram produzidos por escribas. O processo da escrita de um livro
era manual, muito trabalhoso e demorado. O alemão Johann Gutenberg criou o primeiro processo de impressão,
usando tipos móveis em letras de madeira e mais tarde de metal. O primeiro livro produzido em massa foi A Bíblia de Gutenberg em 1454, conhecida como a Bíblia de quarenta e duas linhas.